# Canavalia
Canavalia är ett släkte av ärtväxter. Canavalia ingår i familjen ärtväxter.

## Bildgalleri

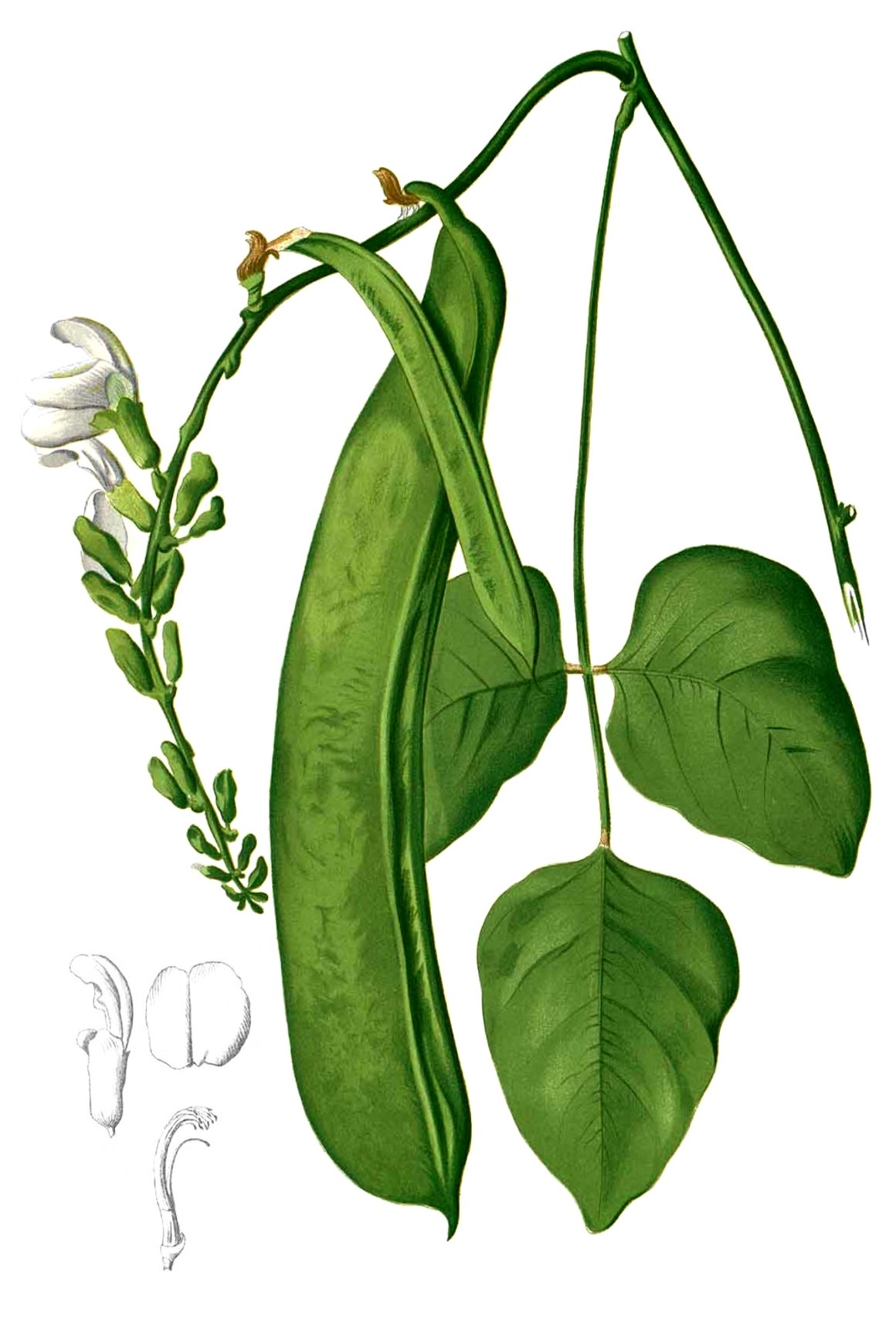
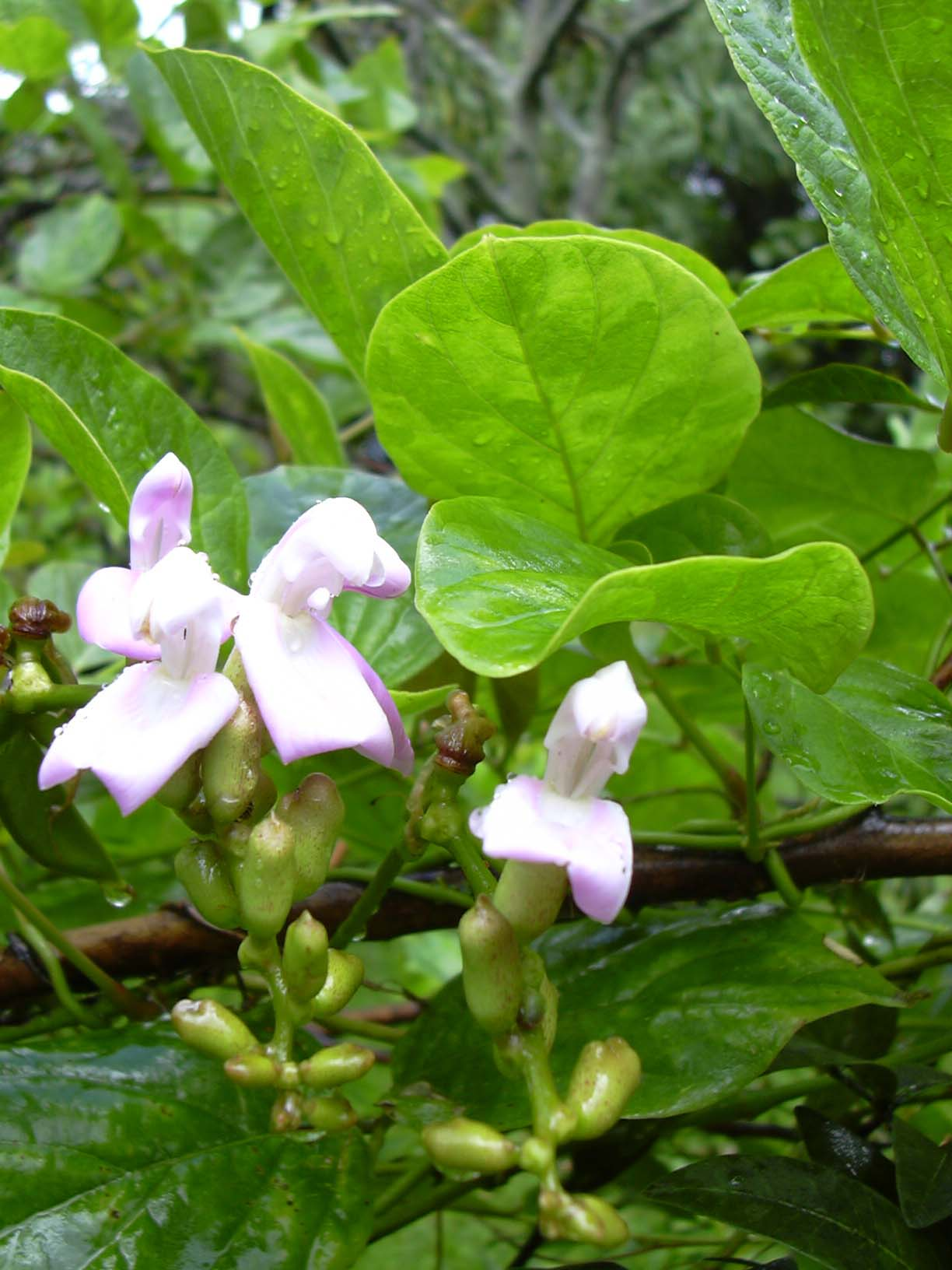
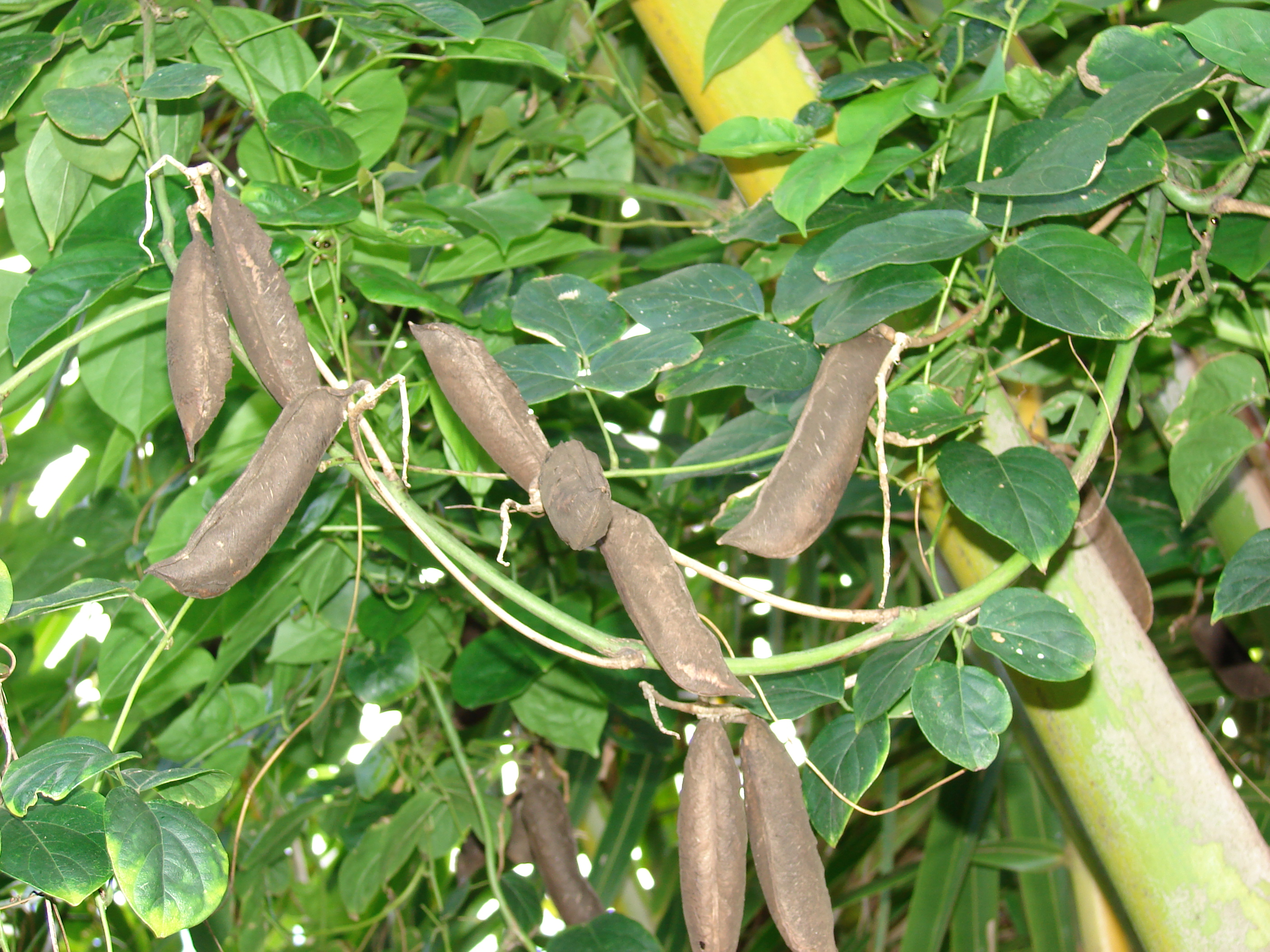
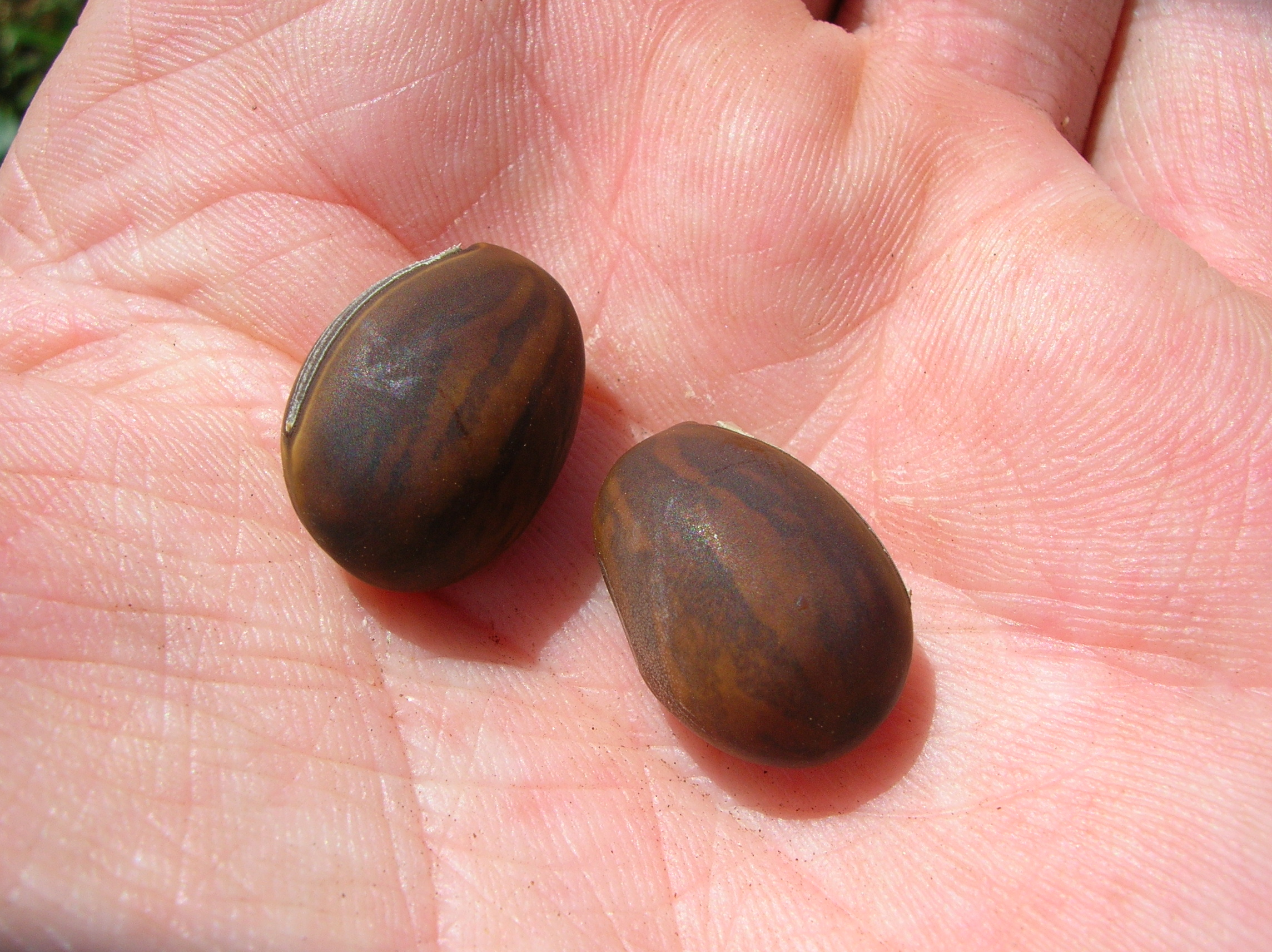
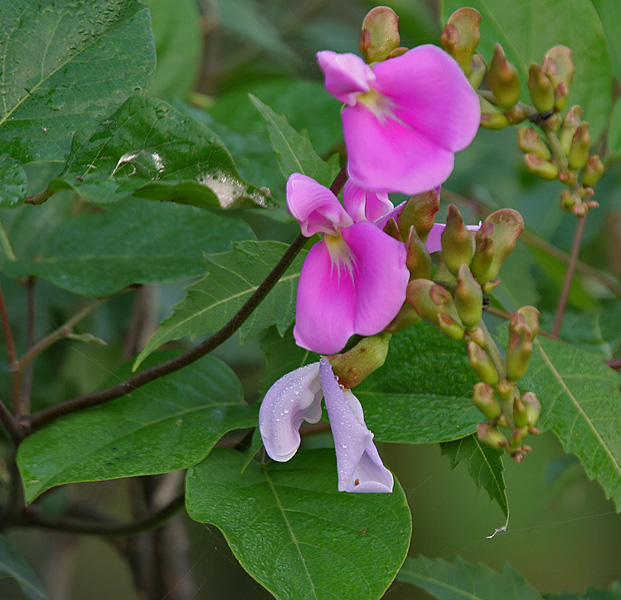
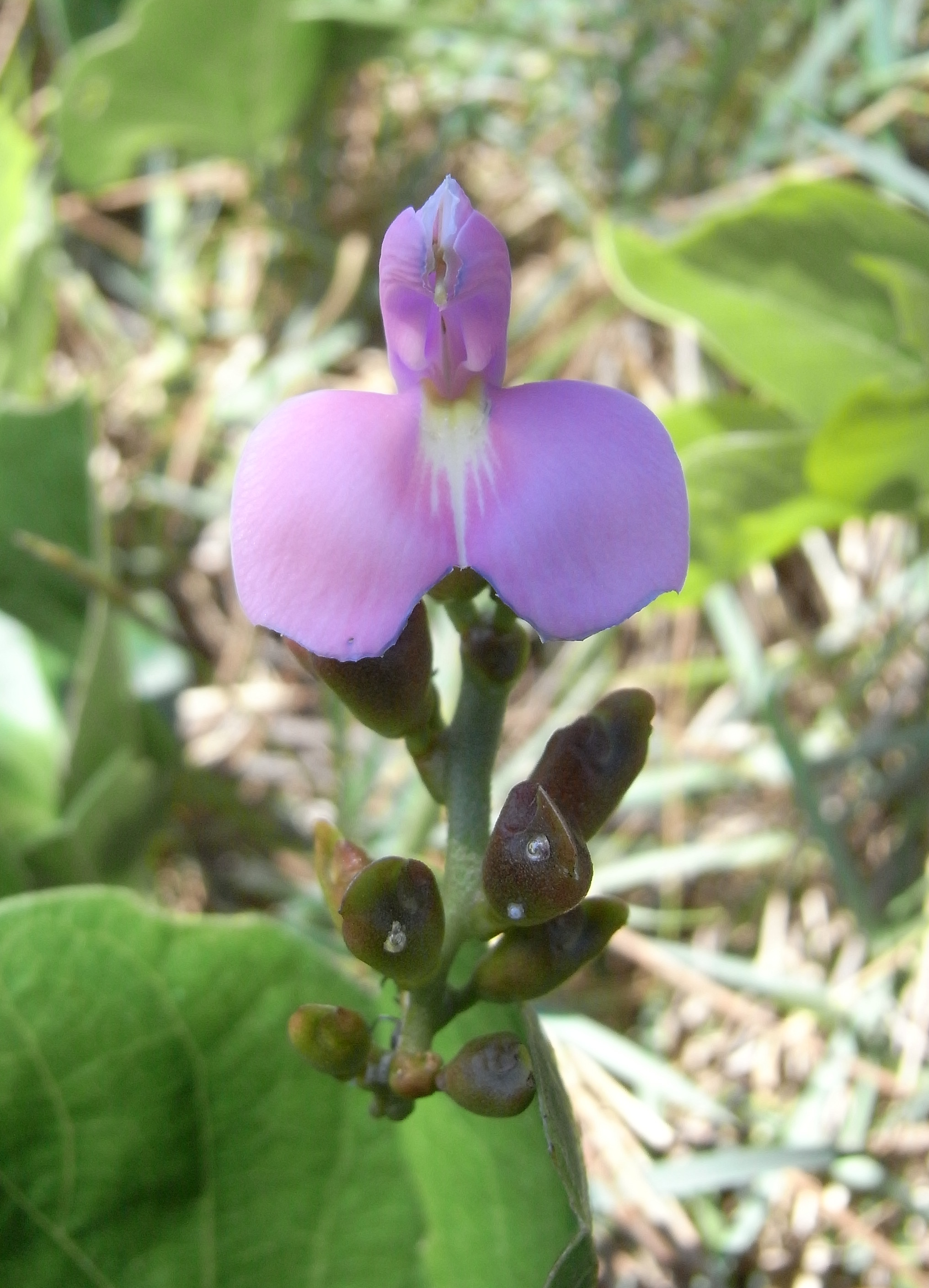

## Dottertaxa tillCanavalia, i alfabetisk ordning[1]
- Canavalia acuminata
- Canavalia africana
- Canavalia altipendula
- Canavalia aurita
- Canavalia bicarinata
- Canavalia boliviana
- Canavalia bonariensis
- Canavalia brasiliensis
- Canavalia campylocarpa
- Canavalia cathartica
- Canavalia centralis
- Canavalia concinna
- Canavalia dictyota
- Canavalia dolichothyrsa
- Canavalia dura
- Canavalia ensiformis
- Canavalia eurycarpa
- Canavalia favieri
- Canavalia forbesii
- Canavalia galeata
- Canavalia glabra
- Canavalia gladiata
- Canavalia grandiflora
- Canavalia haleakalaensis
- Canavalia hawaiiensis
- Canavalia hirsutissima
- Canavalia iaoensis
- Canavalia kauaiensis
- Canavalia kauensis
- Canavalia lineata
- Canavalia macrobotrys
- Canavalia macropleura
- Canavalia madagascariensis
- Canavalia makahaensis
- Canavalia mattogrossensis
- Canavalia matudae
- Canavalia microsperma
- Canavalia mollis
- Canavalia molokaiensis
- Canavalia munroi
- Canavalia napaliensis
- Canavalia nitida
- Canavalia nualoloensis
- Canavalia obidensis
- Canavalia oxyphylla
- Canavalia palmeri
- Canavalia papuana
- Canavalia parviflora
- Canavalia peninsularis
- Canavalia picta
- Canavalia piperi
- Canavalia plagiosperma
- Canavalia pubescens
- Canavalia raiateensis
- Canavalia ramosii
- Canavalia regalis
- Canavalia rockii
- Canavalia rosea
- Canavalia rutilans
- Canavalia sanguinea
- Canavalia saueri
- Canavalia septentrionalis
- Canavalia sericea
- Canavalia sericophylla
- Canavalia stenophylla
- Canavalia veillonii
- Canavalia villosa